# Androctonus
Androctonus là một chi bọ cạp trong họ Buthidae. Chúng là một trong những nhóm bọ cạp có nọc độc nguy hiểm nhất thế giới, thường thấy xuất hiện tại một số vùng ở Trung Đông và châu Phi. Chúng là chi bọ cạp có kích thước trung bình, có chiều dài khoảng 10 cm (chỉ đúng hoặc dưới 4 in).

## Danh sách loài

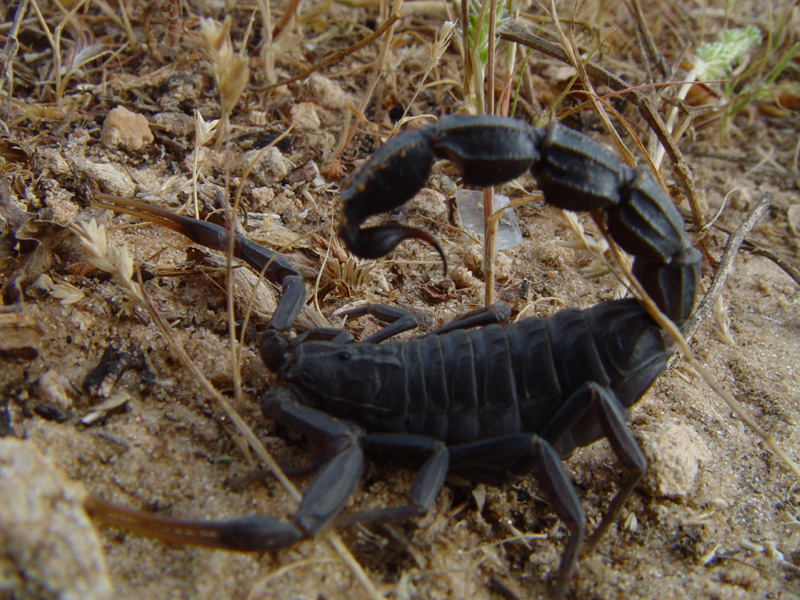
Androctonus bicolor và Androctonus crassicauda

- Androctonus afghanus Lourenço & Qi, 2006
- Androctonus aleksandrplotkini Lourenço & Qi, 2007
- Androctonus amoreuxi (Audouin, 1826)
- Androctonus australis (Linnaeus, 1758)
- Androctonus baluchicus (Pocock, 1900)
- Androctonus bicolor Ehrenberg, 1828
- Androctonus crassicauda (Olivier, 1807)
- Androctonus dekeyseri Lourenço, 2005
- Androctonus eburneus (Pallary, 1928)
- Androctonus finitimus (Pocock, 1897)
- Androctonus gonneti Vachon, 1948
- Androctonus hoggarensis (Pallary, 1929)
- Androctonus liouvillei (Pallary, 1924)
- Androctonus maelfaiti Lourenço, 2005
- Androctonus mauritanicus (Pocock, 1902)
- Androctonus maroccanus Lourenço, Ythier & Leguin, 2009
- Androctonus sergenti (Vachon, 1948)
- Androctonus togolensis Lourenço, 2008